# Hard Boiled
Hard Boiled är en Hongkong-actionfilm från 1992 i regi av John Woo. Huvudrollerna spelas av Chow Yun Fat och Tony Leung Chiu-wai. Filmen var den sista som Woo gjorde i Hongkong före flytten till Hollywood.